# Стобрава (Опольське воєводство)
Стобрава (пол. Stobrawa, нім. Stoberau) — село в Польщі, у гміні Попелюв Опольського повіту Опольського воєводства.
Населення — 424 особи (2011).
У 1975-1998 роках село належало до Опольського воєводства.

## Демографія
Демографічна структура станом на 31 березня 2011 року:
|          | Загалом | Допрацездатний вік | Працездатний вік | Постпрацездатний вік |
| -------- | ------- | ------------------ | ---------------- | -------------------- |
| Чоловіки | 216     | 37                 | 153              | 26                   |
| Жінки    | 208     | 34                 | 123              | 51                   |
| Разом    | 424     | 71                 | 276              | 77                   |